# شیزوکی ناراهارا
شیزوکی ناراهارا (انگلیسی: Shizuki Narahara؛ زادهٔ ) یک بازیکن تنیس روی میز اهل ژاپن است. 
وی در مسابقات کشوری و بین‌المللی در مجموع برنده ۲ مدال طلا، ۱ مدال نقره، ۱ مدال برنز شده‌است.